# مول آشور
مول آشور (بالسريانية: ܡܳܐܢܨܶܢܥܳܐ) ويُعرف أيضًا باسم آشور لاند مول (بالسريانية: ܡܳܐܢܨܽܘܪܝܐܳܐ ܕ݂ܩܽܘܝܳܡܳܐ) هو مركز تسوق قيد الإنشاء في الموصل، العراق، ويُعد من أكبر مراكز التسوق في العراق. يقع بالقرب من الموقع الرئاسي الخاص بـصدام حسين في شارع الغابة، مقابل الجزيرة السياحية في منطقة سدير. يشتهر المول بتصميمه المستوحى من عمارة بلاد ما بين النهرين.

## التاريخ
في 13 نوفمبر 2024، تم إطلاق حافلات من المول لدعم منتخب العراق لكرة القدم.

## المزايا
يتكون عاشور مول من 3 طوابق وتبلغ مساحته 17000 متر مربع. يضم المول أكثر من 100 متجر بالإضافة إلى هايبرماركت. يحيط به سور وبوابات على الطراز الآشوري. عند الافتتاح الأولي تم تشغيل 25 متجرًا. كما يضم المول موقف سيارات خاص، ونوافير، ومساحات خضراء. وتستقطب قاعة ألعاب ومدينة أرض فرح الرحلات الطلابية.
تشمل العناصر المعمارية للمول الثور المجنح وجداريات سريانية–آشورية. وتتشابه بوابته الكبرى مع مداخل المدن الآشورية القديمة. كما يضم أول سوق هجين في الموصل.

## المتاجر
- اشور فون
- آسيا سيل
- النقاشة
- العباسي
- هوم جفتس
- بيوت الجمال
- سنو وايت
- نانا
- روبانا
- مدام كوكو
- ليم
- فانيلا
- فوليا عباية
- لايف ستايل
- سكافو
- أوتو كوزمتيكس
- أنانا بوتيك
- سيلين
- كورك
- بريتي إن بينك